# Sumaah
Al-Suma'ah (tiếng Ả Rập: الصومعة) là một ngôi làng Syria nằm trong phó huyện Hirbnafsah ở huyện Hama. Theo Cục Thống kê Trung ương Syria (CBS), al-Suma'ah có dân số 222 người trong cuộc điều tra dân số năm 2004.